# Крамов, Александр Григорьевич
Александр (или Алексей) Григорьевич Кра́мов (укр. Крамов Олександр Григорович; 23 декабря 1884 [4 января 1885], Киев, Киевская губерния, Российская империя — 17 мая 1951, Харьков, Харьковская область, УССР, СССР) — советский украинский и российский актёр, театральный режиссёр, театральный педагог. Народный артист СССР (1944).

## Биография
Родился 23 декабря 1884 (4 января 1885) года в Киеве Киевской губернии, Российская империя, в семье учителя.
Окончил Житомирскую гимназию. Работал в Киевском театре железнодорожников. В 1905 году окончил театральную школу Е. А. Лепковского. Одновременно учился на юридическом факультете Киевского университета святого Владимира (ныне — имени Т. Шевченко); окончил в 1908 году.
В 1905—1909 годах играл в театре «Соловцов» в Киеве. В 1909—1912 годах — актёр Херсонского театра, в 1912—1913 годах — Самарского театра, в 1913—1917 годах — театрах Санкт-Петербурга, в том числе театре Незлобина (1913—1915).
В 1917 году переехал в Москву. В 1919—1920 годах — актёр Государственного показательного театра, затем — Театра Революции, труппы бывшего Театра Корша, Театра имени Вс. Мейерхольда (1923—1924), Театра имени МГСПС (1924—1933).
С 1933 года — актёр и режиссёр, с 1936 — художественный руководитель Харьковского русского драматического театра (с 1949 — имени А. С. Пушкина), где работал до конца жизни.
В театре осуществил ряд постановок пьес А. Н. Островского, Л. Н. Толстого, А. П. Чехова, М. Горького, Н. Ф. Погодина, А. Н. Афиногенова и А. Е. Корнейчука.
В течение многих лет занимался педагогической работой. Преподавал в театральной студии при Московском драматическом театре Суходольских. С 1936 по 1941 год — руководитель студии при Харьковском русском драматическом театре, с 1947 года — педагог Харьковского театрального института (с 1948 года — профессор кафедры мастерства актёра).
Депутат Верховного Совета Украинской ССР 1—2 созывов.
Умер 17 мая 1951 года в Харькове. Похоронен на 2-м городском кладбище.

### Семья
- Жена — Александра Петровна Воронович (1898—1985), актриса театра. Народная артистка СССР (1954).

## Звания и награды
- Народный артист РСФСР
- Народный артист СССР (1944)
- орден Трудового Красного Знамени (28.01.1946)[6]
- медаль «За доблестный труд в Великой Отечественной войне 1941—1945 гг.»

## Творчество

### Роли в театре
- «Ревизор» Н. В. Гоголя — Иван Александрович Хлестаков
- «Недоросль» Д. И. Фонвизина — Митрофанушка
- «На всякого мудреца довольно простоты» А. Н. Островского — Крутицкий
- «Лес» А. Н. Островского — Счастливцев
- «Вишнёвый сад» А. П. Чехова — Семён Пантелеевич Епиходов
- «Живой труп» Л. Н. Толстого — Фёдор Васильевич Протасов
- «Три сестры» А. П. Чехова — Иван Романович Чебутыкин
- «Мещане» М. Горького — Перчихин
- «Аристократы» Н. Ф. Погодина — Костя
- «Мера за меру» У. Шекспира — Помпей (Государственный показательный театр)
- «Король Лир» У. Шекспира — Шут
- «Судьба поэта» С. Е. Голованивского — Т. Шевченко

#### Театр МГСПС
- 1925 — «Шторм» В. Н. Билль-Белоцерковского — Раевич
- 1929 — «Голос недр» В. Н. Билль-Белоцерковского — Пацюк
- 1929 — «Город ветров» В. М. Киршона — Ашуг
- 1930 — «Чапаев» С. Лунина и А. Фурмановой по Д. А. Фурманову — Чапаев

#### Харьковский русский драматический театр имени Пушкина
- 1938 — «Человек с ружьем» Н. Ф. Погодина — В. И. Ленин
- 1947 — «Кремлёвские куранты» Н. Ф. Погодина — В. И. Ленин
- «Беспокойная старость» Л. Н. Рахманова — Дмитрий Илларионович Полежаев
- «Далёкое» А. Н. Афиногенова — Малько
- «Русские люди» К. М. Симонова — Иван Иванович Глоба

### Постановки в театре
- 1923 — «Не было ни гроша, да вдруг алтын» А. Н. Островского (Театр МГСПС)[7]
- 1933 — «Интервенция» Л. И. Славина
- 1934 — «Егор Булычов и другие» М. Горького
- 1935 — «Аристократы» Н. Ф. Погодина
- 1937 — «На всякого мудреца довольно простоты» А. Н. Островского
- 1938 — «Человек с ружьем» Н. Ф. Погодина
- 1938 — «Анна Каренина» по Л. Н. Толстому
- 1939 — «Три сестры» А. П. Чехова
- 1941 — «Дворянское гнездо» по И. С. Тургеневу
- 1943 — «Фронт» А. Е. Корнейчука
- 1947 — «Кремлёвские куранты» Н. Ф. Погодина
- 1947 — «За тех, кто в море» Б. А. Лавренёва
- 1950 — «Семья» И. Ф. Попова
- 1938 — «Воскресение» по Л. Н. Толстому

### Фильмография
- 1918 — 37-й № каторжной тюрьмы — Карп, сын Николая
- 1919 — Два гусара — сын Турбина, корнет
- 1924 — Красный тыл — рабочий Геслер
- 1926 — Машинист Ухтомский — полковник Риман
- 1927 — Солистка его величества — сенатор Марусевич
- 1928 — Пленники моря — Иван Романович Лер